# 翡翠冰原島峰
69°39′S 69°59′W / 69.650°S 69.983°W
翡翠冰原島峰（英語：Emerald Nunatak）是南極洲的冰原島峰，位於亞歷山大一世島東北部的道格拉斯嶺西部，處於漢普頓冰川源頭附近，海拔高度1,250米。